# Нова Поненте
Нова Поненте (итал. Nova Ponente) је насеље у Италији у округу Болцано, региону Трентино-Јужни Тирол.
Према процени из 2011. у насељу је живело 1483 становника. Насеље се налази на надморској висини од 1354 м.

## Становништво
Према резултатима пописа становништва 2011. у општини је живело 3.898 становника.
| 1931. | 1936. | 1951. | 1961. | 1971. | 1981. | 1991. | 2001. | 2011. |
| ----- | ----- | ----- | ----- | ----- | ----- | ----- | ----- | ----- |
| 2.710 | 2.768 | 2.821 | 2.956 | 3.023 | 3.056 | 3.231 | 3.565 | 3.898 |